# Alvin (Wisconsin)
Alvin – miasto w Stanach Zjednoczonych, w stanie Wisconsin, w hrabstwie Forest.